# Merycobunodon
Merycobunodon — вимерлий рід родини Oromerycidae. Рід містить такі види: Merycobunodon littoralis, Merycobunodon walshi. Скам'янілості виявлено в США (Каліфорнія, Вайомінг) — всього 4 колекції.